# Mandir

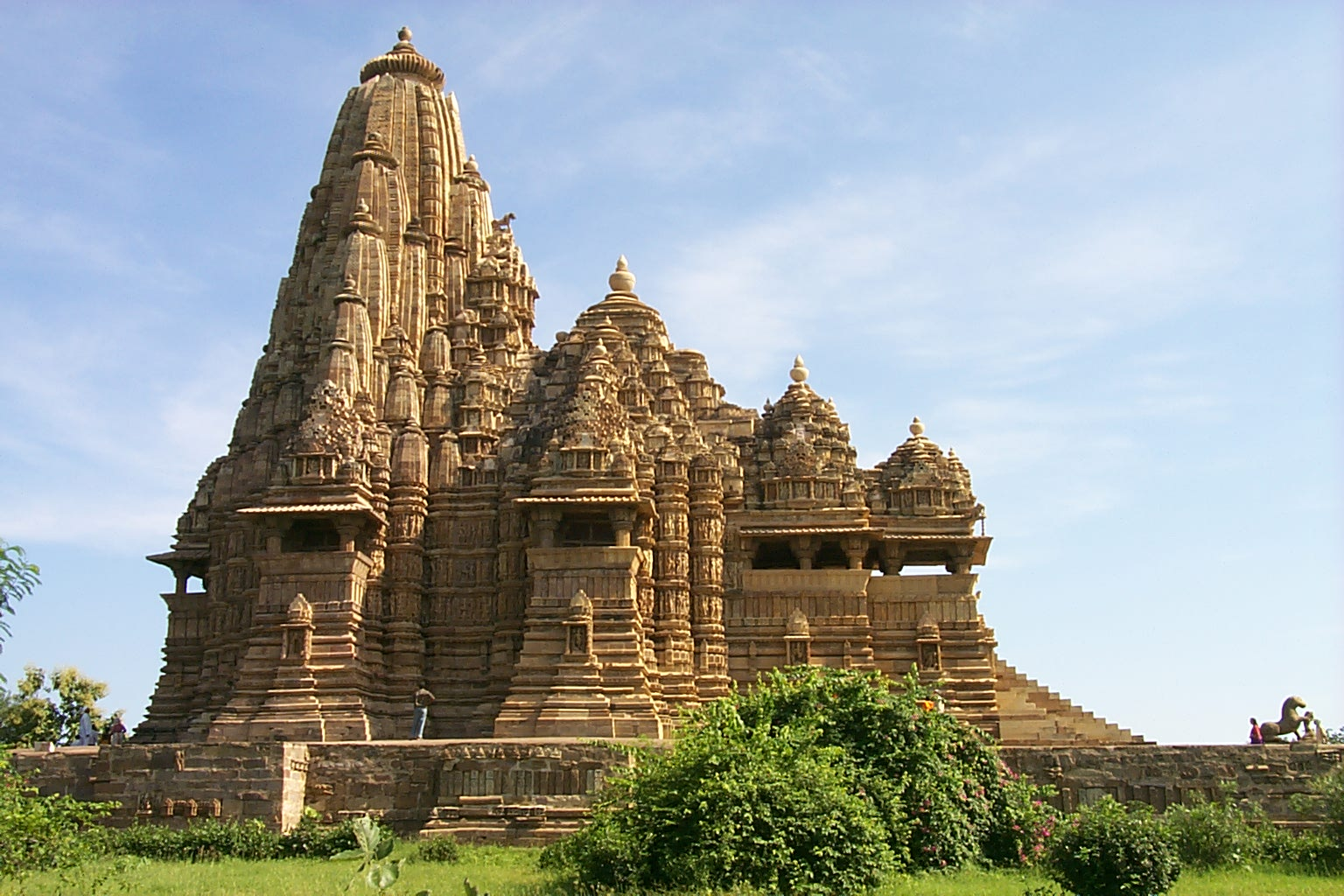
Kandarija Mahadeo Mandir w Khadżuraho

Mandir (dewanagari: मंदिर) – północnoindyjska nazwa świątyni hinduistycznej lub dżinijskiej. Miejsce przeznaczone do modłów oraz odprawiania pudży.
Istnieją zarówno mandiry w formie osobnych budynków, jak i o wiele mniejsze. Większość hinduistów ma tego typu mniejsze mandiry w swoich domach.